# Kraj Nord-Occidentale
Il Krai Nord-Occidentale (in russo Северозападный край?, Severozapadnyj kraj) fu un'unità di suddivisione (kraj) della Russia imperiale, parte del Krai Occidentale. Comprendeva le seguenti sei gubernie:
- Governatorato di Vil'na
- Governatorato di Kovno
- Governatorato di Grodno
- Governatorato di Minsk
- Governatorato di Mogilëv
- Governatorato di Vitebsk

I primi tre costituirono il Governatorato Generale nel 1870—1912, con sede a Vilnius.

## Governatori generali
- Aleksandr Michajlovič Rimskij-Korsakov
- Michail Nikolaevič Muravëv-Vilenskij